# Acidòfil
Els organismes acidòfils són aquells que prosperen sota condicions àcides (normalment amb un pH de 2,0 o per sota). Aquests organismes es poden trobar en diferents branques de l'arbre de la vida, incloent Archaea, Bacteris, i Eucariotes. Una llista parcial d'aquests organismes inclou:
- Archaea
  - Sulfolobales, un ordre dins la branca Crenarchaeota of Archaea
  - Thermoplasmatales, un ordre dins Euryarchaeota d'Archaea
  - ARMAN, dins Euryarchaeota d'Archaea
  - Acidianus brierleyi, A. infernus, anaerobi facultatiu termoacidòfil
  - Metallosphaera sedula, termoacidòfil
- Bacteris
  - Acidobacterium,[1] un fílum de bacteris
- Acidithiobacillales, un ordre de Proteobacteria per exedmple A.ferrooxidans, A. thiooxidans
  - Thiobacillus prosperus, T. acidophilus, T. organovorus, T. cuprinus
  - Acetobacter aceti, que produeix àcid acètic (vinagre) oxidant etanol.

## Mecanismes d'adaptació a ambients àcids
La majoria dels organismes acidòfils han evolucionat mecanismes molt eficients de bombejar protons fora de l'espai intracel·lular per tal de mantenir el citoplasma a, o prop, del PH neutre. Per tant, a les proteïnes intracel·lulars no els ha calgut desenvolupar estabilitat davant els àcids a través de l'evolució. Tanamateix altres acidòfils, com Acetobacter aceti, tenen un citoplasma acidificat que ha forçat a gairebé totes les seves proteïnes a desenvolupar estabilitat davant els àcids. Per aquest motiu, Acetobacter aceti ha passat a ser una font valuosa per entendre els mecanismes pels quals les proteïnes poden tenir estabilitat davent l'acidesa.